# Wernshausen

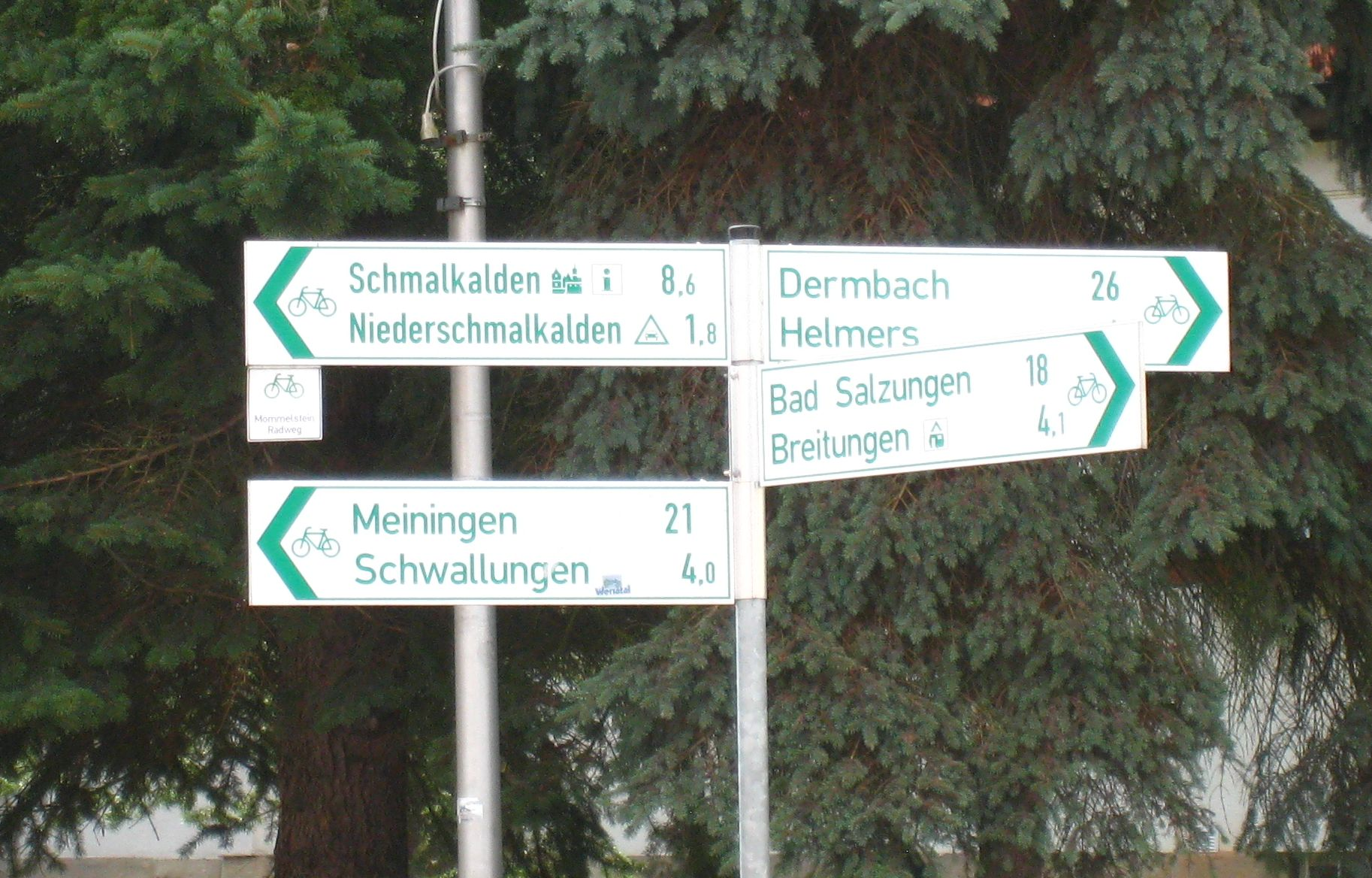
Znaki informacyjne na trasie rowerowej doliny Werry w Wernshausen

Wernshausen – dzielnica miasta Schmalkalden, w powiecie Schmalkalden-Meiningen. W 2011 roku liczyła 2070 mieszkańców. 
Przez wieś przebiega szlak rowerowy doliny Werry.